# Europees kampioenschap basketbal mannen 1987
Eurobasket 1987 is het 25e gehouden Europees Kampioenschap basketbal. Eurobasket 1987 werd georganiseerd door FIBA Europe. Twaalf landen die ingeschreven waren bij de FIBA, namen deel aan het toernooi dat gehouden werd in juni 1987 te Piraeus, Griekenland. Het basketbalteam van het gastland won in de finale van het toernooi met 103-101 (na verlenging) van de Sovjet-Unie, waarmee het de uiteindelijke winnaar van Eurobasket 1987 werd. De strijd om de derde en vierde plaats werd beslecht door Joegoslavië en Spanje. Joegoslavië won met 98-87.

## Eindklassement
1. Griekenland
2. Sovjet-Unie
3. Joegoslavië
4. Spanje
5. Italië
6. Bondsrepubliek Duitsland
7. Polen
8. Tsjecho-Slowakije
9. Frankrijk
10. Nederland
11. Israël
12. Roemenië

| Eurobasket 1987 winnaar  |
| ------------------------ |
| Griekenland Eerste titel |

## Individuele prijzen

### MVP (Meest Waardevolle Speler)
- Nikos Galis

### All-Star Team
- Šarūnas Marčiulionis
- Nikos Galis
- Oleksandr Volkov
- Andrés Jiménez
- Panagiotis Fasoulas